# Le Rabbin au Far West
Pour plus de détails, voir Fiche technique et Distribution.
Le Rabbin au Far West ou Un rabbin au Far West (The Frisco Kid) est un film américain réalisé par Robert Aldrich, sorti en 1979. Il met en scène un rabbin, interprété par Gene Wilder, qui doit traverser les États-Unis afin de fonder une synagogue à San Francisco. Le deuxième rôle principal est tenu par Harrison Ford.

## Synopsis
En 1850, un rabbin polonais répondant au prénom d'Avram  part pour les États-Unis avec pour mission de se rendre à San Francisco afin de fonder une synagogue. À Philadelphie, il rate le bateau qui doit le mener en Californie et se fait aussitôt détrousser par trois bandits. Sans le sou, Avram doit traverser tout le pays. Au début de son périple, il rencontre Tommy, un braqueur de banque, qui va l'accompagner jusqu'à destination.

## Fiche technique
Sauf indication contraire ou complémentaire, les informations mentionnées dans cette section proviennent du générique de fin de l'œuvre audiovisuelle présentée ici.
- Titre : Le Rabbin au Far West
- Titre original : The Frisco Kid
- Réalisation : Robert Aldrich
- Scénario : Michael Elias et Frank Shaw
- Production : Mace Neufeld (producteur) ; Hawk Koch (en) (producteur délégué) ; Mel Dellar (producteur associé)
- Société de production et de distribution : Warner Bros.
- Musique : Frank De Vol
- Direction artistique : Terence Marsh
- Photographie : Robert B. Hauser
- Montage : Maury Winetrobe, Irving Rosenblum et Jack Horger
- Pays de production :  États-Unis
- Langue : anglais
- Format[2] : Couleurs - Son monophonique - 1,85:1 -  35 mm
- Genres[3] : Comédie - Western
- Durée : 114 minutes[4]
- Dates de sortie :
  - États-Unis : 6 juillet 1979 (New York) ; 13 juillet 1979 (sortie nationale)[5]
  - France : 5 septembre 1979[6]
- Affiche : René Ferracci (France)

## Distribution
Sauf mention contraire, les acteurs mentionnés sont ceux dont le rôle est clairement identifié au générique du film.

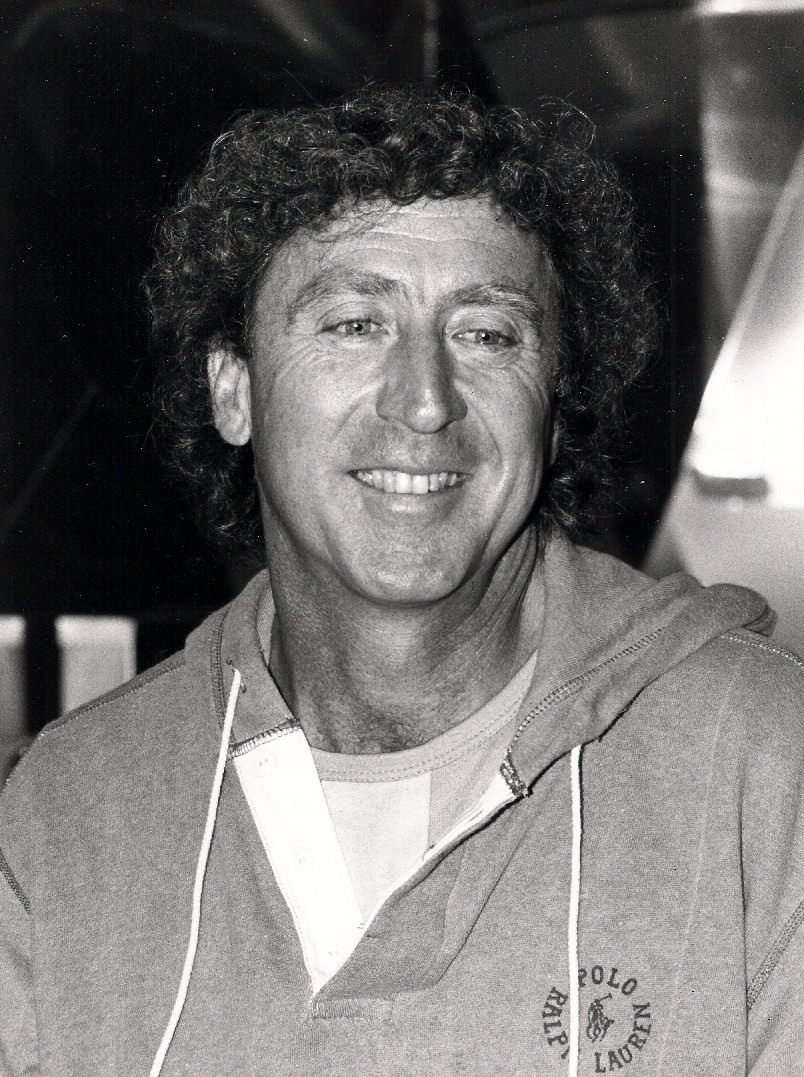
Gene Wilder, ici en 1984, interprète Avram.

- Gene Wilder (VF : Francis Lax) : Avram Belinski
- Harrison Ford (VF : Michel Creton) : Tommy
- Ramon Bieri (VF : Antoine Marin) : M. Jones
- Val Bisoglio (VF : Michel Gudin) : Chef « Nuage Gris »
- George Ralph DiCenzo (VF : Michel Barbey) : Darryl Diggs
- Leo Fuchs (VF : Teddy Bilis) : le grand-rabbin
- Penny Peyser (VF : Jeanine Forney) : Rosalie
- William Smith (VF : Pierre Hatet) : Matt Diggs
- Jack Somack (VF : Raoul Delfosse) : Samuel Bender
- Beege Barkette : Sarah Mindl
- Shay Duffin : O'Leary
- Walter Janowitz : le vieil Amish
- Joe Kapp : Monterano
- Clyde Kusatsu : M. Ping
- Cliff Pellow : M. Daniels
- Allan Rich (VF : Roger Lumont) : M. Bialik
- Vincent Schiavelli : Frère Bruno
- John Steadman (en) (VF : Roger Lumont) : l'agent
- Ian Wolfe : Père Joseph
- Steffen Zacharias : Herschel Rosensheine
- Eda Reiss Merin : Mme Bender
- Rolfe Sedan : le vieux rabbin
- David Bradley : Julius Rosensheine
- Catherine Chase : la femme du train
- Linda Stearns : la mère de Jane
- Heidi Stearns : Jane
- Frank DeVol : le joueur de piano
- Tommy Lillard : le shérif
- Karl Lukas : le barman

## Autour du film

### Le rôle de Tommy
Initialement, d'après l'autobiographie de Gene Wilder, le rôle de Tommy devait être tenu par John Wayne. Wayne adorait le rôle et était du même coup disposé à laisser la vedette à Wilder. John Wayne refusa finalement à cause d'un salaire qu'il jugeait trop bas par rapport à celui qui lui était versé habituellement. Quant à Harrison Ford, qui souhaitait retrouver les tournages américains après deux films faits en Angleterre (L'ouragan vient de Navarone (Force 10 From Navarone) et Guerre et Passion (Hanover Street)), il a accepté le rôle sous la « gentille pression » de son fils Willard, qui voulait le voir en cow-boy.

### Lieux de tournage
Le film, qui se déroule notamment dans les Grandes Plaines, a été tourné principalement en Californie, en Arizona et dans le Colorado. C'est ainsi que les villes de Greeley, Jenner, Mescal et Rio Rico ont accueilli le tournage qui s'est tenu du 30 octobre 1978 au 20 janvier 1979. Quant aux scènes nécessitant un tournage en intérieur, elles ont été faites dans le studio de Burbank.

### Réception

#### Box-office
À sa sortie, le 13 juillet 1979, Le rabbin au Far West est diffusé sur 26 écrans et engrange un peu plus de 16 000 $ lors de sa première fin de semaine. Le film atteint finalement les 9 346 177 $ de recette en Amérique du Nord.
Le film sort en France en septembre 1979. Il attire 156 000 spectateurs dans tout le pays, dont 82 835 à Paris.

#### Critiques
Pour Roger Ebert, le sujet du film est une bonne idée mais qui n'est finalement pas exploité comme il aurait dû être.

« Le rabbin au Far West est un film quelque peu mou. Le personnage de Wilder a une certaine douceur et est d'une grande gentillesse [...], mais ça ne fonctionne pas. »

Le magazine Variety a un avis sur le film plus positif :

« Robert Aldrich a toujours su mélanger habilement les aspects comiques et dramatiques dans ses films, et Le rabbin au Far West ne fait pas exception. Cependant, pour les spectateurs qui s'attendent à un film à la Mel Brooks, il y a forcément de la déception. »